# Cephea cephea
Cephea cephea е вид медуза от семейство Cepheidae. Среща се в тропическите води на западната част на Индийския океан до Северна Австралия. Видът е описан за първи път от Пер Форскол през 1775 г. и първоначално е наречен Medusa cephea. Обитава пелагичната зона на тропическите и субтропичните води. Въпреки че този вид е сред най-отровните медузи, той не е вреден за хората; яде се като деликатес и се използва за медицински цели в Китай и Япония.

## Описание
Cephea cephea има лилаво-син цвят и достига до 60 сантиметра в диаметър. Този вид има издатини, подобни на брадавици, и камбановидна форма, откъдето идва родовото име. Както при други видове медузи, пипалата съдържат нематоцисти, които се използват за зашеметяване, убиване и хващане на плячката. Продължителността на живота на Cephea cephea е приблизително три до шест месеца. Тези медузи се състоят от 95% вода.